# Saint-Angeau
Saint-Angeau korábbi község Franciaországban, Charente megyében. Lakosainak száma 740 fő (2017. január 1.). Saint-Angeau Aussac-Vadalle, Coulgens, Nanclars, La Rochette, Saint-Amant-de-Bonnieure, Saint-Ciers-sur-Bonnieure és Sainte-Colombe községekkel határos.
2018. január 1-jén Saint-Amant-de-Bonnieure és Sainte-Colombe  korábbi községgel egyesült és az így létrejött Val-de-Bonnieure új község része lett.

## Népesség
A település népessége az elmúlt években az alábbi módon változott:
| Lakosok száma | 770  | 768  | 1329 | 740  |
|               | 2013 | 2015 | 2016 | 2017 |